# Concours Eurovision de la chanson 1992
- Pays participants
- Pays ayant participé dans le passé

Rome 1991 Millstreet 1993
Le Concours Eurovision de la chanson 1992 fut la trente-septième édition du concours. Il se déroula le samedi 9 mai 1992, à Malmö, en Suède. Il fut remporté par l'Irlande, avec la chanson Why Me?, interprétée par Linda Martin. Le Royaume-Uni termina deuxième et Malte, troisième.

## Organisation
La Suède, qui avait remporté l'édition 1991, se chargea de l’organisation de l’édition 1992.

## Mascotte
Pour la deuxième fois, après 1990, le concours fut doté d’une mascotte. Il s’agissait cette fois d’un oiseau anthropomorphe au plumage bleu, nommé Eurobird. Il fut présenté durant l’ouverture et apparut ensuite dans toutes les cartes postales.

## Pays participants
Vingt-trois pays participèrent au trente-septième concours, un nouveau record.
Les Pays-Bas firent leur retour. Pour permettre à Malte de continuer à concourir, le nombre maximum de pays participants fut élargi à vingt-trois par l’UER.
Ce fut la dernière participation de la Yougoslavie au concours, avant un retrait définitif causé par les sécessions de ses républiques constituantes et les guerres conséquentes.

## Format

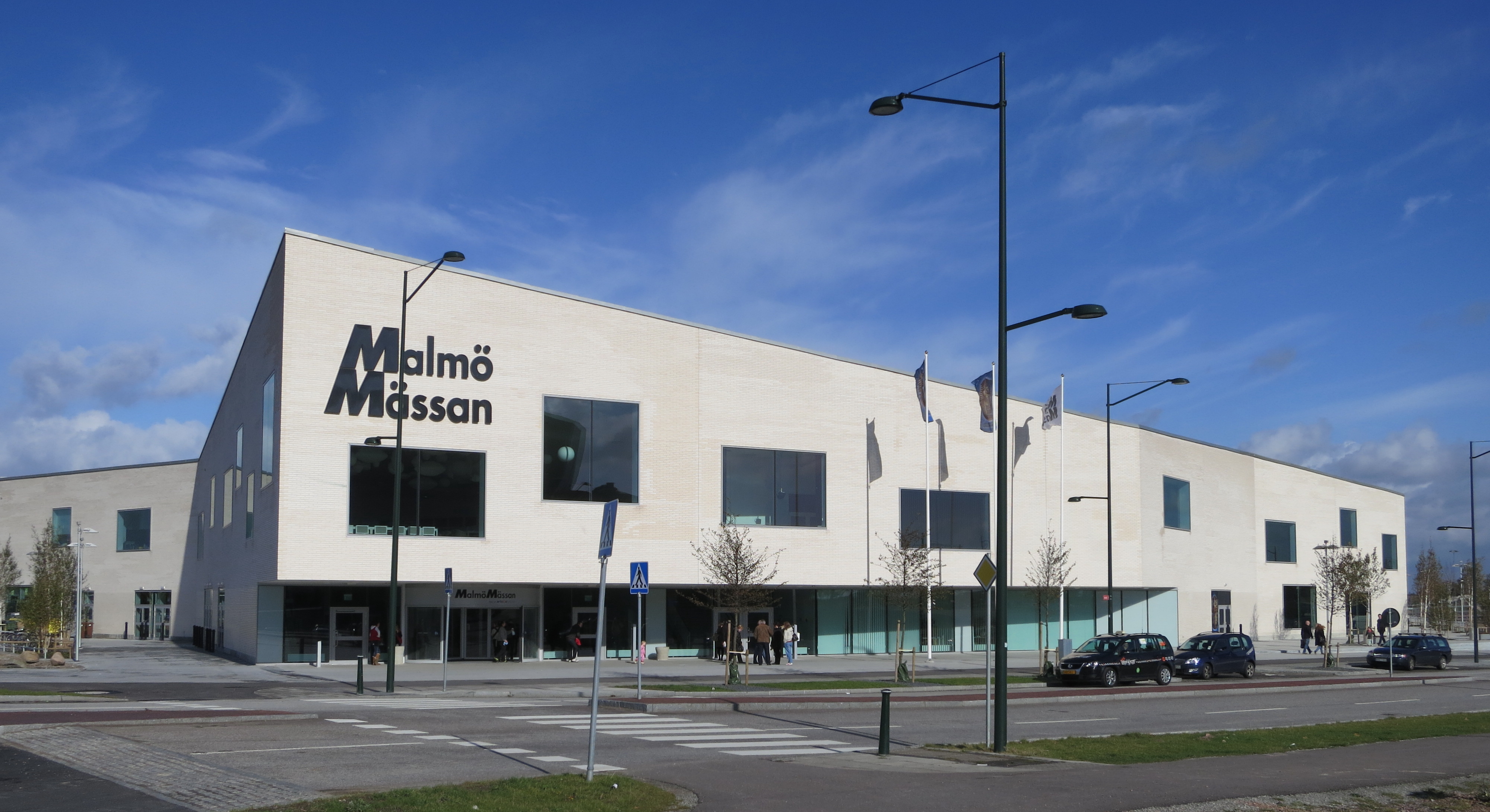
La Malmömässan, lieu hôte de l'Eurovision 1992.

Le concours eut lieu au Malmömässan, à Malmö, salle omnisports inaugurée en 1970.
La scène était composée d'un vaste podium de forme hexagonale, sur le sol duquel était reproduit le logo de l’Eurovision. De part et d’autre du podium, partaient deux escaliers qui se rejoignaient en leur sommet et qui comportaient chacun une entrée à leur premier palier. Le décor en fond de scène reproduisait la proue d’un drakkar viking. Cette proue comportait dix boucliers illuminés d’ampoules et une tête de dragon dont la gueule laissait échapper de la fumée. Au-dessus de la scène, était suspendu un élément décoratif figurant le pont de l’Øresund, qui relie Malmö à Copenhague. L’orchestre prit place à gauche de la scène et les présentateurs, à droite, sur un podium séparé, pourvu d’un mur d’écrans.
Le programme dura près de trois heures et neuf minutes.
L'orchestre était dirigé par Anders Berglund.

## Présentateurs
Les présentateurs de la soirée furent Lydia Cappolicchio et Harald Treutiger. Ils s’exprimèrent principalement en suédois, ne recourant à l’anglais et au français que durant les salutations d’ouverture et la procédure de vote.

## Ouverture
L’ouverture du concours débuta par une animation vidéo. La caméra partit de Rome et du Colisée, contourna la Tour de Pise, survola les Alpes, alla jusqu’à Paris et la tour Eiffel, puis longea le littoral européen jusqu’à Malmö. S’ensuivit une vidéo présentant des vues touristiques de la Suède et de Malmö.
La caméra dévoila ensuite la scène sur laquelle des danseuses exécutèrent un court ballet sur la partition de Fångad av en stormvind, la chanson gagnante de l’année précédente. Les présentateurs firent leur entrée et prononcèrent les introductions d’usage. Ils firent allusion aux changements politiques contemporains et à l’apparition de nouveaux pays européens. Lydia Cappolicchio (dont le micro rencontra quelques problèmes techniques) dit à ce propos : « Quand l'Est n'est plus l'Est et que l'Ouest n'est plus l'Ouest, les conditions sont réunies pour que l'espace européen devienne encore plus vaste. » Les présentateurs rappelèrent que ce jour-là, le 9 mai, était la journée de l’Europe. Cette séquence se termina sur deux courtes vidéos : la première montrant une victoire suédoise à une compétition de hockey sur glace ; la seconde montra la victoire de Carola à Rome, au précédent concours.
Carola monta alors sur scène et interpréta All the Reasons to Live. À la fin de sa prestation, elle fut rejointe par vingt-trois danseuses portant chacune le drapeau d’un des pays participants.

## Cartes postales
Les cartes postales se déroulaient au fil des pages d’un album souvenir. Eurobird apparaissait à l’écran et faisait se tourner les pages au moyen d’une baguette magique. Chaque page comportait le drapeau national du pays participant, le titre de la chanson et les noms de ses auteurs et compositeurs. Le drapeau s’agrandissait alors, lançant une vidéo touristique sur le pays. Les cartes postales se concluaient par un dernier plan sur la page et la sortie d’Eurobird. Les présentateurs saluaient finalement le chef d’orchestre, via le mur d’écrans.

## Chansons
Vingt-trois  chansons concoururent pour la victoire.
Le représentant espagnol, Serafín Zubiri, fut le tout premier artiste non voyant à participer au concours.
La chanson israélienne, Ze rak sport, avait été inspirée à son auteur, Ehud Manor, par les Jeux olympiques de Barcelone qui devaient se tenir du 25 juillet au 9 août de la même année.
Ce fut la toute première fois que la chanson représentant la France fut interprétée dans une autre langue que le français, en l’occurrence le créole. Il s’agissait en fait de la langue maternelle du chanteur Kali, qui était originaire de la Martinique.
À l’origine, la chanson devant représenter la Suisse était Soleil, Soleil, interprétée par Géraldine Olivier. Mais après la finale nationale suisse, il apparut que Soleil, Soleil en avait enfreint le règlement. En effet, la chanson avait été préalablement soumise au télédiffuseur suisse francophone, qui l’avait refusée. Son auteur l’avait alors traduite et présentée au télédiffuseur suisse germanophone qui la retint. Ce procédé étant interdit, Soleil, Soleil fut disqualifiée. Et c’est finalement la chanson ayant terminé en deuxième position, Mister Music Man, interprétée par Daisy Auvray, qui concourut à Malmö.
La chanson autrichienne, Zusammen geh’n, avait été écrite par Dieter Bohlen, membre de Modern Talking. Bohlen et sa fiancée rencontrèrent des difficultés à entrer sur le territoire suédois, à cause du chien de cette dernière. Par conséquent, Bohlen demeura injoignable et arriva en retard aux répétitions, ce qui suscita la colère de l’interprète autrichien, Tony Wegas. Finalement, Zusammen geh’n termina à la dixième place. Dix ans plus tard, Bohlen la réutilisa comme générique de la version allemande de Nouvelle Star. La chanson rencontra alors un succès commercial bien plus grand que lors de sa sortie originale.
La chanson irlandaise, Why Me?, avait été écrite et composée par Johnny Logan, qui avait déjà remporté le concours en 1980 et 1987. De son côté, l’interprète, Linda Martin, avait terminé deuxième, en 1984, avec Terminal 3, une chanson dont l’auteur n’était autre que Johnny Logan.

## Chefs d'orchestre
| Javier Losada         | Frank Fievez         | Kobi Oshrat        | Aydın Özarı       | Charis Andreadis | Magdi Vasco Noverraz |
| --------------------- | -------------------- | ------------------ | ----------------- | ---------------- | -------------------- |
| - Espagne             | - Belgique           | - Israël           | - Turquie         | - Grèce          | - France             |
| Anders Berglund       | Carlos Alberto Moniz | George Theophanous | Paul Abela        | Nigel Wright     | Olli Ahvenlahti      |
| - Suède - Yougoslavie | - Portugal           | - Chypre           | - Malte           | - Islande        | - Finlande           |
| Roby Seidel           | Christian Jacob      | Leon Ives          | Ronnie Hazlehurst | Noel Kelehan     | Henrik Krogsgård     |
| - Suisse              | - Luxembourg         | - Autriche         | - Royaume-Uni     | - Irlande        | - Danemark           |
| Marco Falagiani       | Rolf Løvland         | Norbert Daum       | Harry van Hoof    |                  |                      |
| - Italie              | - Norvège            | - Allemagne        | - Pays-Bas        |                  |                      |

## Entracte
Le spectacle d'entracte était un ballet contemporain, intitulé «  A Century Of Dance » et interprété par les David Johnson Dancers. Ce ballet revisitait les danses du XXe siècle, dans l'ordre chronologique de leur apparition : le hambo, le charleston, le rock 'n' roll, le twist, le disco, le slow et le hip-hop.

## Green room
Durant le vote, la caméra fit de nombreux plans sur les artistes à l’écoute des résultats, dans la green room. Apparurent notamment à l'écran Mary Spiteri, Michael Ball, Dafna Dekel, Mia Martini, Linda Martin et Christer Björkman.
La caméra enregistra également un léger incident. Le dossier du fauteuil de Carola se déboîta et la chanteuse tomba alors brusquement à la renverse.

## Vote
Le vote fut décidé entièrement par un panel de jurys nationaux. Les différents jurys furent contactés par téléphone, selon l'ordre de passage des pays participants. Chaque jury devait attribuer 1, 2, 3, 4, 5, 6, 7, 8, 10 et 12 points à ses dix chansons préférées. Les points furent énoncés dans l’ordre ascendant, de un à douze.
Le superviseur délégué sur place par l'UER fut Frank Naef. Les présentateurs rappelèrent qu’il officiait depuis quinze ans, puis annoncèrent qu’il prenait sa retraite cette année-là. Frank Naef les remercia et confirma que l’Eurovision demeurerait mais s’adapterait pour accueillir de nouveaux pays désireux de participer. Il félicita ensuite très chaleureusement la télévision publique suédoise pour son efficacité et son accueil. Il conclut en remerciant ses deux plus proches collaborateurs, qui l’avaient secondé depuis 1977 : Marie-Claire Vionnet et Brian Fraser. Il reçut alors un bouquet de fleurs des mains de Carola.
Dès le début du vote, Malte s’empara de la tête. Elle fut dépassée par le Royaume-Uni, à la suite du vote du jury turc. Après un certain flottement, l’Irlande s’empara définitivement de la tête à la suite des résultats du jury maltais, et mena le vote jusqu'à la fin.

## Résultats
Ce fut la quatrième victoire de l'Irlande au concours. Ce fut la toute première fois que trois chansons en anglais terminèrent aux trois premières places.
Ce fut la troisième victoire de Johnny Logan au concours. Il l’avait déjà remporté en 1980, comme interprète, et en 1987, comme auteur et interprète.
Une fois revenue sur scène, Linda Martin déclara : « I'm too excited to speak. I'm thrilled, absolutely thrilled. Thank you all very very much ! And on behalf of the Ireland, thank you ! » Johnny Logan, lui, remercia tous ceux qui avaient voté pour eux et salua ses parents, en Australie. Il conclut par une adresse à Shay Healy, l’auteur de la chanson gagnante de 1980.
Logan et Martin reçurent le trophée de la victoire des mains de Carola.
| Ordre | Pays        | Artiste(s)                   | Chanson                                             | Langue           | Place | Points |
| ----- | ----------- | ---------------------------- | --------------------------------------------------- | ---------------- | ----- | ------ |
| 01    | Espagne     | Serafín Zubiri               | Todo esto es la música                              | Espagnol         | 14    | 37     |
| 02    | Belgique    | Morgane                      | Nous, on veut des violons                           | Français         | 20    | 11     |
| 03    | Israël      | Dafna Dekel                  | Ze rak sport (זה רק ספורט)                          | Hébreu           | 6     | 85     |
| 04    | Turquie     | Aylin Vatankoş               | Yaz bitti                                           | Turc             | 19    | 17     |
| 05    | Grèce       | Cleopatra                    | Olou tou kósmou i elpída (Ολου tου kόσμου η ελπίδα) | Grec             | 5     | 94     |
| 06    | France      | Kali                         | Monté la riviè'                                     | Créole, français | 8     | 73     |
| 07    | Suède H T   | Christer Björkman            | I morgon är en annan dag                            | Suédois          | 22    | 9      |
| 08    | Portugal    | Dina                         | Amor d'água fresca                                  | Portugais        | 17    | 26     |
| 09    | Chypre      | Evrydíki                     | Teriázoume (Ταιριάζουμε)                            | Grec             | 11    | 57     |
| 10    | Malte       | Mary Spiteri                 | Little child                                        | Anglais          | 3     | 123    |
| 11    | Islande     | Heart 2 Heart                | Nei eða já                                          | Islandais        | 7     | 80     |
| 12    | Finlande    | Pave Maijanen                | Yamma, yamma                                        | Finnois          | 23    | 4      |
| 13    | Suisse      | Daisy Auvray                 | Mister Music Man                                    | Français         | 15    | 32     |
| 14    | Luxembourg  | Marion Welter                | Sou fräi                                            | Luxembourgeois   | 21    | 10     |
| 15    | Autriche    | Tony Wegas                   | Zusammen geh'n                                      | Allemand         | 10    | 63     |
| 16    | Royaume-Uni | Michael Ball                 | One Step Out of Time                                | Anglais          | 2     | 139    |
| 17    | Irlande     | Linda Martin                 | Why Me?                                             | Anglais          | 1     | 155    |
| 18    | Danemark    | Kenny Lübcke & Lotte Nilsson | Alt det som ingen ser                               | Danois           | 12    | 47     |
| 19    | Italie      | Mia Martini                  | Rapsodia                                            | Italien          | 4     | 111    |
| 20    | Yougoslavie | Extra Nena                   | Ljubim te pesmama                                   | Serbe            | 13    | 44     |
| 21    | Norvège     | Merethe Trøan                | Visjoner                                            | Norvégien        | 18    | 23     |
| 22    | Allemagne   | Wind                         | Träume sind für alle da                             | Allemand         | 16    | 27     |
| 23    | Pays-Bas    | Humphrey Campbell            | Wijs me de weg                                      | Néerlandais      | 9     | 67     |

## Anciens participants
| Artiste                                   | Pays      | Année(s) précédentes(s)         |
| ----------------------------------------- | --------- | ------------------------------- |
| Wind                                      | Allemagne | 1985, 1987                      |
| Linda Martin                              | Irlande   | 1984                            |
| Sigga (membre de Heart 2 Heart)           | Islande   | 1990 (comme membre de Stjórnin) |
| Grétar Örvarsson (membre de Heart 2 Heart | Islande   | 1990 (comme membre de Stjórnin) |
| Mia Martini                               | Italie    | 1977                            |

## Tableau des votes
| Drapeau de l'Espagne | Drapeau de la Belgique                            | Drapeau d’Israël | Drapeau de la Turquie | Drapeau de la Grèce | Drapeau de la France | Drapeau de la Suède | Drapeau du Portugal | Drapeau de Chypre | Drapeau de Malte | Drapeau de l'Islande | Drapeau de la Finlande | Drapeau de la Suisse | Drapeau du Luxembourg | Drapeau de l'Autriche | Drapeau du Royaume-Uni | Drapeau de l'Irlande | Drapeau du Danemark | Drapeau de l'Italie | Drapeau de la République fédérale de Yougoslavie | Drapeau de la Norvège | Drapeau de l'Allemagne | Drapeau des Pays-Bas | Total |    |     |
| Pays                 | Espagne                                           |                  | 1                     | –                   | 1                    | 4                   | 6                   | –                 | –                | –                    | 2                      | –                    | 3                     | –                     | 3                      | 2                    | 1                   | –                   | 1                                                | 7                     | –                      | 5                    | –     | 1  | 37  |
| Pays                 | Belgique                                          | 3                |                       | –                   | 4                    | –                   | 3                   | –                 | –                | –                    | –                      | –                    | –                     | –                     | 1                      | –                    | –                   | –                   | –                                                | –                     | –                      | –                    | –     | –  | 11  |
| Pays                 | Israël                                            | 10               | –                     |                     | 2                    | –                   | 8                   | 4                 | 7                | 4                    | 7                      | –                    | –                     | 4                     | 8                      | 1                    | 7                   | –                   | 2                                                | –                     | 12                     | 2                    | 4     | 3  | 85  |
| Pays                 | Turquie                                           | –                | –                     | –                   |                      | –                   | –                   | –                 | –                | –                    | 8                      | –                    | –                     | –                     | –                      | –                    | –                   | 3                   | –                                                | –                     | 6                      | –                    | –     | –  | 17  |
| Pays                 | Grèce                                             | –                | –                     | 7                   | 8                    |                     | 7                   | 3                 | 5                | 12                   | –                      | 2                    | 5                     | 10                    | –                      | 4                    | –                   | –                   | –                                                | 12                    | 7                      | 8                    | –     | 4  | 94  |
| Pays                 | France                                            | 6                | –                     | 12                  | 3                    | –                   |                     | –                 | –                | 3                    | –                      | –                    | 7                     | 12                    | –                      | –                    | –                   | 5                   | –                                                | 6                     | –                      | 10                   | 3     | 6  | 73  |
| Pays                 | Suède                                             | –                | –                     | –                   | –                    | –                   | 1                   |                   | –                | –                    | –                      | –                    | –                     | –                     | –                      | –                    | –                   | –                   | 4                                                | –                     | 4                      | –                    | –     | –  | 9   |
| Pays                 | Portugal                                          | –                | –                     | 8                   | –                    | 2                   | –                   | –                 |                  | –                    | –                      | –                    | 2                     | –                     | –                      | –                    | –                   | –                   | –                                                | 1                     | 5                      | –                    | 8     | –  | 26  |
| Pays                 | Chypre                                            | –                | –                     | 3                   | –                    | 10                  | 2                   | –                 | 2                |                      | 1                      | –                    | 8                     | 2                     | –                      | –                    | –                   | 6                   | –                                                | 4                     | 8                      | 3                    | –     | 8  | 57  |
| Pays                 | Malte                                             | 12               | 10                    | –                   | –                    | 7                   | –                   | 12                | 12               | 1                    |                        | 8                    | –                     | 5                     | 12                     | 8                    | –                   | 10                  | 8                                                | 3                     | 10                     | –                    | –     | 5  | 123 |
| Pays                 | Islande                                           | 8                | 4                     | 4                   | –                    | 6                   | –                   | 6                 | 6                | –                    | –                      |                      | –                     | 3                     | 5                      | 7                    | 12                  | –                   | 5                                                | 5                     | –                      | 1                    | 6     | 2  | 80  |
| Pays                 | Finlande                                          | –                | –                     | 1                   | –                    | –                   | –                   | –                 | –                | –                    | –                      | –                    |                       | –                     | –                      | –                    | –                   | –                   | –                                                | –                     | 3                      | –                    | –     | –  | 4   |
| Pays                 | Suisse                                            | –                | 5                     | –                   | –                    | –                   | –                   | –                 | –                | –                    | –                      | 12                   | –                     |                       | –                      | –                    | 4                   | 1                   | –                                                | 10                    | –                      | –                    | –     | –  | 32  |
| Pays                 | Luxembourg                                        | –                | –                     | –                   | –                    | –                   | –                   | –                 | –                | –                    | 10                     | –                    | –                     | –                     |                        | –                    | –                   | –                   | –                                                | –                     | –                      | –                    | –     | –  | 10  |
| Pays                 | Autriche                                          | 2                | 8                     | –                   | –                    | 8                   | –                   | 1                 | 3                | 8                    | 4                      | –                    | –                     | –                     | –                      |                      | 10                  | 12                  | 7                                                | –                     | –                      | –                    | –     | –  | 63  |
| Pays                 | Royaume-Uni                                       | 5                | 12                    | 2                   | 10                   | –                   | 10                  | 5                 | –                | 6                    | 6                      | 4                    | 6                     | 8                     | 7                      | 12                   |                     | 7                   | 12                                               | 8                     | –                      | –                    | 12    | 7  | 139 |
| Pays                 | Irlande                                           | 1                | 7                     | –                   | 12                   | 12                  | –                   | 10                | 4                | 5                    | 12                     | 7                    | 10                    | 6                     | 10                     | 10                   | 8                   |                     | 10                                               | 2                     | 2                      | 7                    | 10    | 10 | 155 |
| Pays                 | Danemark                                          | 4                | –                     | 6                   | –                    | –                   | –                   | 7                 | 1                | –                    | –                      | 6                    | –                     | –                     | 6                      | 3                    | 3                   | –                   |                                                  | –                     | –                      | 6                    | 5     | –  | 47  |
| Pays                 | Italie                                            | –                | –                     | –                   | 5                    | 3                   | 12                  | 8                 | 8                | 10                   | 5                      | 10                   | 12                    | 7                     | –                      | 6                    | –                   | –                   | –                                                |                       | –                      | 12                   | 1     | 12 | 111 |
| Pays                 | Yougoslavie                                       | –                | –                     | 10                  | 6                    | 1                   | 5                   | –                 | –                | 2                    | 3                      | 5                    | 4                     | –                     | 2                      | –                    | –                   | 4                   | –                                                | –                     |                        | –                    | 2     | –  | 44  |
| Pays                 | Norvège                                           | –                | 3                     | –                   | –                    | –                   | –                   | 2                 | –                | –                    | –                      | 1                    | 1                     | –                     | 4                      | –                    | 5                   | –                   | 6                                                | –                     | 1                      |                      | –     | –  | 23  |
| Pays                 | Allemagne                                         | –                | 6                     | –                   | –                    | –                   | –                   | –                 | 10               | –                    | –                      | –                    | –                     | –                     | –                      | –                    | 6                   | 2                   | 3                                                | –                     | –                      | –                    |       | –  | 27  |
| Pays                 | Pays-Bas                                          | 7                | 2                     | 5                   | 7                    | 5                   | 4                   | –                 | –                | 7                    | –                      | 3                    | –                     | 1                     | –                      | 5                    | 2                   | 8                   | –                                                | –                     | –                      | 4                    | 7     |    | 67  |
| Pays                 | Le tableau suit l'ordre de passage des candidats. |                  |                       |                     |                      |                     |                     |                   |                  |                      |                        |                      |                       |                       |                        |                      |                     |                     |                                                  |                       |                        |                      |       |    |     |

## Télédiffuseurs
| Pays        | Télédiffuseur(s)           | Commentateur(s)                   | Porte-parole          |
| ----------- | -------------------------- | --------------------------------- | --------------------- |
| Allemagne   | Erstes Deutsches Fernsehen | Jan Hofer                         | Carmen Nebel          |
| Allemagne   | Deutschlandfunk            | Roger Horné                       | Carmen Nebel          |
| Autriche    | FS1                        | Ernst Grissemann                  | Erich Götzinger       |
| Autriche    | Hitradio Ö3                | Martin Blumenau                   | Erich Götzinger       |
| Belgique    | RTBF1                      | Claude Delacroix                  | Jacques Olivier       |
| Belgique    | RTBF La Première           | Stéphane Dupont & Patrick Duhamel | Jacques Olivier       |
| Belgique    | BRTN TV1                   | André Vermeulen                   | Jacques Olivier       |
| Belgique    | BRTN Radio 2               | Julien Put                        | Jacques Olivier       |
| Chypre      | RIK 1                      | Evi Papamichail                   | Anna Partelidou       |
| Chypre      | CyBC Radio 2               | Pavlos Pavlou                     | Anna Partelidou       |
| Danemark    | DR TV                      | Jørgen de Mylius                  | Bent Henius           |
| Danemark    | DR P3                      | ?                                 | Bent Henius           |
| Espagne     | TVE2                       | José Luis Uribarri                | María Ángeles Balañac |
| Finlande    | YLE TV1                    | Erkki Pohjanheimo & Kati Bergman  | Solveig Herlin        |
| Finlande    | YLE Radio 1                | Sanna Kojo                        | Solveig Herlin        |
| France      | Antenne 2                  | Thierry Beccaro                   | Olivier Minne         |
| France      | France Inter               | Marc-Olivier Fogiel               | Olivier Minne         |
| Grèce       | ET1                        | Dafni Bokota                      | Fotini Giannoulatou   |
| Grèce       | ERA ERT1                   | Giorgos Mitropoulos               | Fotini Giannoulatou   |
| Irlande     | RTÉ1                       | Pat Kenny                         | Eileen Dunne          |
| Irlande     | RTÉ Radio 1                | Larry Gogan                       | Eileen Dunne          |
| Israël      | Télévision Israélienne     | pas de commentateur               | Daniel Pe'er          |
| Israël      | Reshet Gimel               | Yitzhak Shim'oni                  | Daniel Pe'er          |
| Islande     | Sjónvarpið                 | Árni Snævarr                      | Guðrún Skúladóttir    |
| Italie      | Rai Due                    | Peppi Franzelin                   | Nicoletta Orsomando   |
| Italie      | Rai Radio 2                | Antonio De Robertis               | Nicoletta Orsomando   |
| Luxembourg  | RTL Hei Elei               | Maurice Molitor                   | ?                     |
| Malte       | TVM                        | Anna Bonanno                      | Anna Bonanno          |
| Norvège     | NRK                        | John Andreassen                   | Sverre Christophersen |
| Norvège     | NRK P1                     | Nadia Hasnaoui                    | Sverre Christophersen |
| Pays-Bas    | Nederland 3                | Willem van Beusekom               | Herman Slager         |
| Pays-Bas    | Radio 3                    | Daniël Dekker                     | Herman Slager         |
| Portugal    | Canal 1                    | Eládio Clímaco                    | Ana Zanatti           |
| Royaume-Uni | BBC1                       | Terry Wogan                       | Colin Berry           |
| Royaume-Uni | BBC Radio 2                | Ken Bruce                         | Colin Berry           |
| Suède       | SVT TV2                    | Jesper Aspegren & Björn Kjellman  | Jan Jingryd           |
| Suisse      | Télévision Suisse          | Ivan Frésard                      | Michel Stocker        |
| Suisse      | Schweizer Fernsehen        | Mariano Tschuor                   | Michel Stocker        |
| Suisse      | TV Svizzera                | Emanuela Gaggini                  | Michel Stocker        |
| Turquie     | TRT TV1                    | Bülend Özveren                    | Korhan Abay           |
| Turquie     | TRT Radyo 3                | Canan Kumbasar                    | Korhan Abay           |
| Yougoslavie | TVB 1                      | Mladen Popović                    | Veselin Mrđen         |
| Yougoslavie | Radio Belgrade 1           | Dina Čolić                        | Veselin Mrđen         |